# Округ Бенешов
Округ Бенешов (чеш. Okres Benešov) је округ у Средњочешком крају, у Чешкој Републици. Административно средиште округа је град Бенешов.

## Становништво
Према подацима о броју становника из 2012. године округ је имао 95.445 становника.